# Dungeons & Dragons Online
Dungeons & Dragons Online é um MMORPG, desenvolvido pela Turbine para as plataformas Microsoft Windows e OS X. O jogo foi inicialmente lançado sob o título Stormreach. Com a adoção de um modelo híbrido gratuito, o título foi alterado para Eberron Unlimited. Posteriormente, foi rebatizado simplesmente como Dungeons & Dragons Online, com a introdução de conteúdo relacionado aos Forgotten Realms.

## Desenvolvimento
Dungeons & Dragons Online: Stormreach foi desenvolvido pela Turbine ao longo de dois anos. O protótipo inicial e o conceito foram criados por Jason Booth, Dan Ogles, Cardell Kerr, Ken Troop e Michael Sheidow, em colaboração com a Wizards of the Coast, editora responsável pela franquia Dungeons & Dragons. Gary Gygax contribuiu com algumas narrações antes de seu falecimento.

## Lançamento
Após a conclusão dos testes, um evento especial de pré-lançamento foi realizado a partir de 24 de fevereiro para os jogadores que realizaram a pré-compra, com o jogo sendo disponibilizado ao público em geral em 28 de fevereiro. Em abril de 2008, o número de assinantes do jogo era inferior a 100 mil. Em junho de 2009, Dungeons & Dragons Online reabriu os testes beta, com vistas à implementação de uma nova estrutura de assinatura gratuita (free-to-play).
O modelo de negócios gratuito foi introduzido com a atualização Eberron Unlimited, no verão de 2009. Após a transição para o modelo free-to-play, a empresa reportou um aumento de 40% no número de assinaturas até 13 de outubro do mesmo ano. Engadget analisou os prós e contras dessa mudança sob a perspectiva dos jogadores.
Uma versão beta do jogo para o sistema operacional OS X foi lançada em 17 de dezembro de 2012.

## Módulos
Em junho de 2009, Dungeons & Dragons Online foi convertido em um jogo free-to-play sem necessidade de assinatura para os jogadores da América do Norte, adotando Eberron Unlimited como subtítulo. O nível máximo foi elevado para 20, e os usuários gratuitos passaram a ter acesso à maior parte do conteúdo do jogo. Algumas funcionalidades, entretanto, necessitavam de aquisição por meio de pontos DDO ou poderiam ser desbloqueadas durante o jogo. O jogo também oferecia uma modalidade VIP, com funcionalidades adicionais e pontos DDO gratuitos. O registro para o beta fechado foi aberto em 9 de junho. O jogo e seu conteúdo ficaram disponíveis para download gratuito a partir de 1.º de setembro para membros VIP e em 9 de setembro para o público geral da América do Norte.
Em dezembro de 2016, a Turbine deixou de ser responsável pelo desenvolvimento do jogo, e um novo estúdio foi formado sob o nome de Standing Stone Games, composto por ex-funcionários da Turbine. A publicação do jogo foi transferida da Warner Bros. Interactive Entertainment para a Daybreak Game Company. Embora não tenha sido especificada uma razão para a transição, foi assegurado que o jogo continuaria a receber novos desenvolvimentos.

## Recepção
O portal IGN classificou Dungeons & Dragons Online como o 11.º jogo em sua lista dos "Top 11 Jogos da franquia Dungeons & Dragons de Todos os Tempos" em 2014. Ele foi descrito como o "primeiro MMORPG a provar que os jogos free-to-play eram alternativas viáveis ao modelo de assinatura, até então dominante". Robert Hold, da Rádio Pública Nacional, ofereceu uma crítica positiva, embora tenha observado que algumas das exposições pareciam óbvias.

### Prêmios
- Freebie Award: Melhor MMORPG Free-to-Play' (2009) – RPGLand.com[19]
- Melhor MMO Free-to-Play (2009) – MMORPG.com[20]
- Melhor Jogo Free-to-Play (2009) – Tentonhammer.com[21]
- Melhor Jogo Multiplayer (2006) – Prêmios da British Academy Video Games[22]
- Jogo Mais Esperado (2005) – Reader's Choice Awards, MMORPG.com[23]
- Melhor Jogo de Mundo Persistente (2006) – IGN[24]
- Indicado – Jogo Massivamente Multiplayer do Ano – 10.º Prêmio Anual de Realizações Interativas[25]
- Terceiro Lugar – Melhor Gráficos (2006), Les JOL d'Or[26]
- Terceiro Lugar – Prêmio do Público (2006) – Les JOL d'Or[26]

## Processos judiciais
Em 24 de agosto de 2009, a Turbine processou a Atari, acusando-a de violar um contrato de licenciamento relacionado a Dungeons & Dragons. O processo listava seis acusações ao longo de seis anos, incluindo quebras recorrentes de contrato, falhas na promoção e distribuição, além de tentativas de obter dinheiro adicional por meio do licenciamento das propriedades de D&D pela Turbine. Ela também alegou que muitas das ações da Atari visavam prejudicar o lançamento de Eberron Unlimited ou ajudar a Atari a lançar seu próprio MMO concorrente. A Atari entrou com um pedido de rejeição da ação e, separadamente, fez uma reclamação para recuperar valores devidos à empresa com base em uma auditoria independente da Turbine. O caso foi resolvido fora dos tribunais em 2011.
A empresa canadense de serviços web Treehouse Avatar Technologies processou a Turbine, alegando que o jogo Dungeons & Dragons Online infringia a patente dos Estados Unidos n.º 8.180.858 (Método e Sistema para Apresentação de Dados Através de Rede com Base nas Escolhas dos Usuários e Coleta de Dados em Tempo Real Relacionados a Essas Escolhas), concedida em 15 de maio de 2012 à empresa-mãe da Treehouse, WiLAN. A Turbine resolveu o processo licenciando a tecnologia da WiLAN.